# کارول بروس
کارول بروس (به انگلیسی: Carol Bruce) (زاده ۱۵ نوامبر ۱۹۱۹-درگذشته ۹ اکتبر ۲۰۰۷) بازیگر، خواننده آمریکایی بود.
از فیلم‌هایی که وی در آن نقش داشته است می‌توان به ژیگولوی آمریکایی اشاره کرد.